# Ривьера (парк)
Парк «Ривье́ра» — курортный парк и парк развлечений в Центральном районе города Сочи. Расположен в центральной части Сочи и является одной из главных достопримечательностей города. Рядом находится пляж Ривьера.
За более чем вековую историю существования парк собрал уникальную дендрологическую коллекцию. В ней насчитывается 240 видов растений, из которых 50 видов представляют особую ценность.
На территории парка общей площадью 14,27 га произрастает более 10 000 деревьев и кустарников. Большая часть растений – вечнозелёные. Многие цветут зимой, что делает парк привлекательным в любое время года.

## История

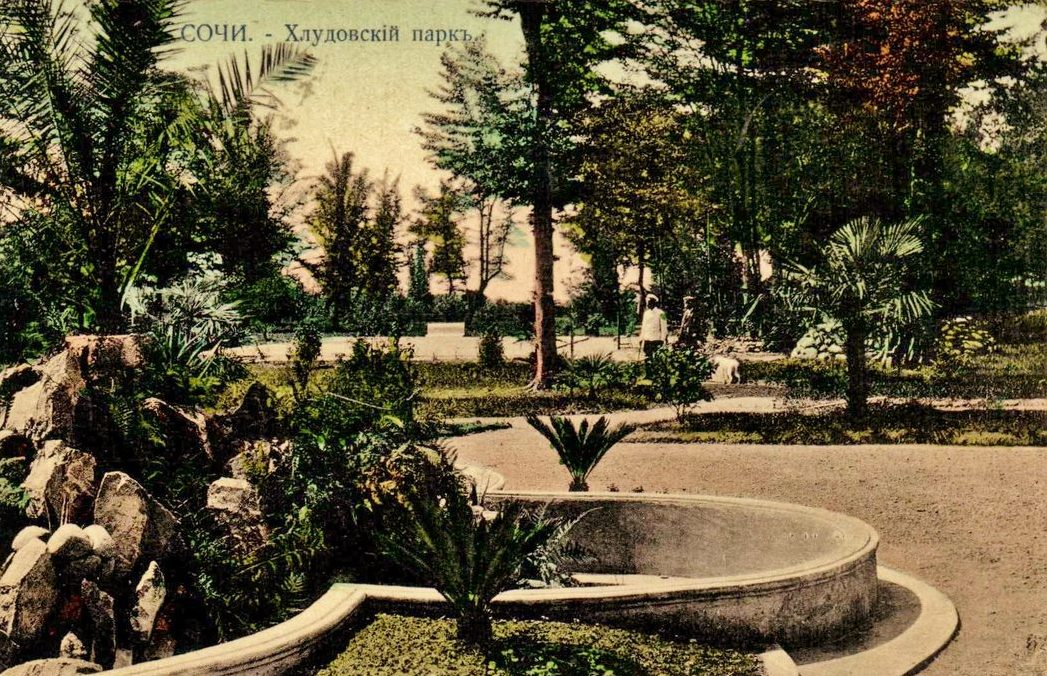
Хлудовский парк.Фото 1910 годов.

Парк был основан в 1898 году, выходцем из купеческой династии, Василием Алексеевичем Хлудовым. В 1882 году Хлудов получил наследство после смерти своего отца и вложил значительный капитал в покупку и освоение земель в Сочинском округе.
В 1883 году В.А. Хлудов расширил свои владения за счет приобретения земель имения «Раздольное», принадлежавшего купцу 1-й гильдии Николаю Николаевичу Мамонтову. В 1883 году территория принадлежавших ему владений составляла 1284 десятины и располагалась от правого берега реки Сочи до левого берега реки Псахе. Данная территория стала именоваться Хлудовской стороной.
На приобретенных участках земли Василий Алексеевич основал экономию: им был закуплен сельхохозяйственный инвентарь и оборудование, так же проложены дороги. В экономии занимались табаководством и зерновым хозяйством. Для занятия виноградорством на склонах горы Шангерейпацуареху (адыг.) на 100 десятинах земли был высажен виноградник и построен винный завод. После этого события в современной топонимике Центрального района города Сочи появились два названия: гора Виноградная и улица Виноградная.
Для закладки декоративного парка в 1885 году была произведена раскорчёвка леса и планировка участка. Парк был спроектирован агрономом Рейнгольдом Иогановичем Гарбе, при участии главного садовника Московского ботанического сада профессора Густава Федоровича Вобста. На территории парка были высажены экзотические декоративные лиственные растения и хвойные породы.

Василий Алексеевич Хлудов выписывал интересные растения со всех концов земного шара и собрал большое количество единственных в своем роде коллекций, которые и составили основу будущего общественного парка.

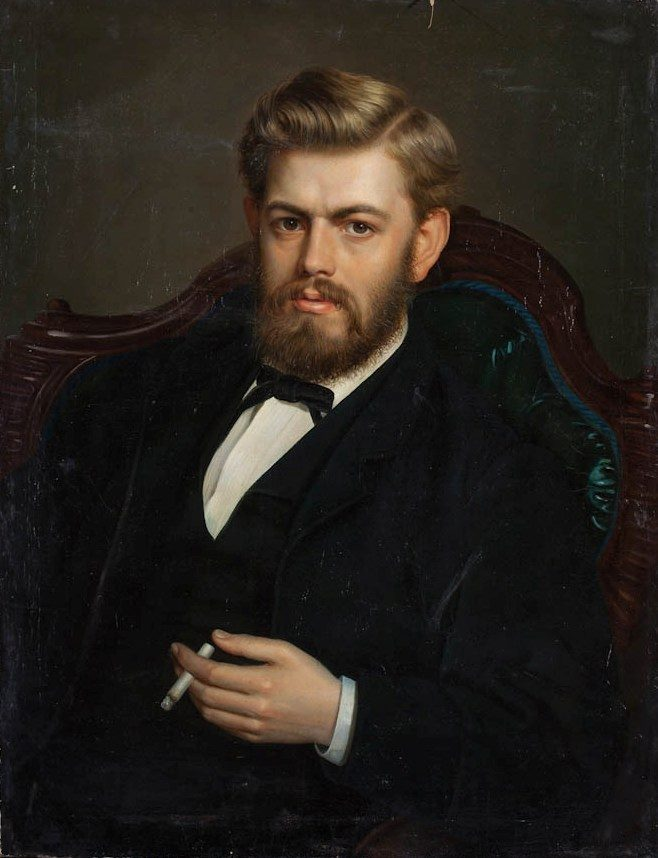
Хлудов Василий Алексеевич.(1841-1913)

В июле 1898 года разбивка парка была окончена.
В 1901 году В. А. Хлудов полностью продал свое имение государству.
С  1902 года «Хлудовский парк» приобрел статус городского парка и поступил в ведение Сочинского лесничества Черноморско - Кубанского Управления земледелия и госимуществ. Управлением была утверждена ежегодная смета расходов на содержание парка в размере 2 750 рублей. Штат парка включал в себя два объездчика, три сторожа и садовника. С 1914 года в парке работал садовник отдельно  занимавшийся цветниковым хозяйством и приобретением  посадочного материала и семян.
15 июня 1915 года комиссией в составе лесного ревизора  Развадского, уполномоченного по отводу культурных участков в Сочинском округе С. К. Старка, заведующего парком  В. Кумковского, лесничего  Сочинского лесничества В. Токаржевского-Карашевича произведен осмотр парка и сделано заключение по его состоянию. Принято решение составить план парка, а так же опись имеющихся в парке особо ценных растений.
К 1917 году территория Хлудовского парка насчитывала 12 гектар. В период  Первой мировой и Гражданской войн парк значительно пострадал от незаконных порубок ценных пород деревьев, были повреждены насаждения.
В 1920 году после национализации имущества, парк был передан в ведение Курортного управления города Сочи. Созданной в 1922 году комиссией горно-санитарной охране курорта, в которую так же входили представители Курортного управления, Сочинского горисполкома был разработан план мероприятий по восстановлению парка. В это время парк сменил свое название на «Парк Курупра».  Данное название парка просуществовало до 1937 года. В 1937 году парк стал именоваться парком культуры и отдыха «Ривьера». В предвоенное время в парке проводилась реконструкция.
Парк «Ривьера» в годы Великой Отечественной войны превратился в место дислокации и отдыха воинских частей. Здесь же разместилась боевая техника: танки, грузовики с пулеметными установками, походные солдатские кухни, палатки для бойцов. В последующие военные годы парк служил местом отдыха и прогулок раненых бойцов, находящихся на лечении в госпиталях «Новая Ривьера», «Кавказская Ривьера» и др.
В 1945—1946 гг. в парке располагалось много дневных лагерей. Оправиться от ущерба, нанесенного войной, парк смог только в 1947—1948 гг. Вокруг него появилась красивая литая изгородь, оформился главный вход, началось восстановление и модернизация спортбазы.
В 1950 году в парке проводилась широкомасштабная реконструкция, он начал принимать свой современный облик: возводились малые архитектурные формы, фонтан, скульптуры. И в том же году городские власти официально объявили об открытии «Ривьеры» для посетителей.

## Объекты

### Архитектурные
За 70 лет парк неоднократно видоизменялся и реконструировался. Свой современный облик парк начал приобретать в 1950-60-е гг. В это время стали возводятся малые архитектурные формы, фонтаны, скульптуры,строения.
Дача В.А. Хлудова.

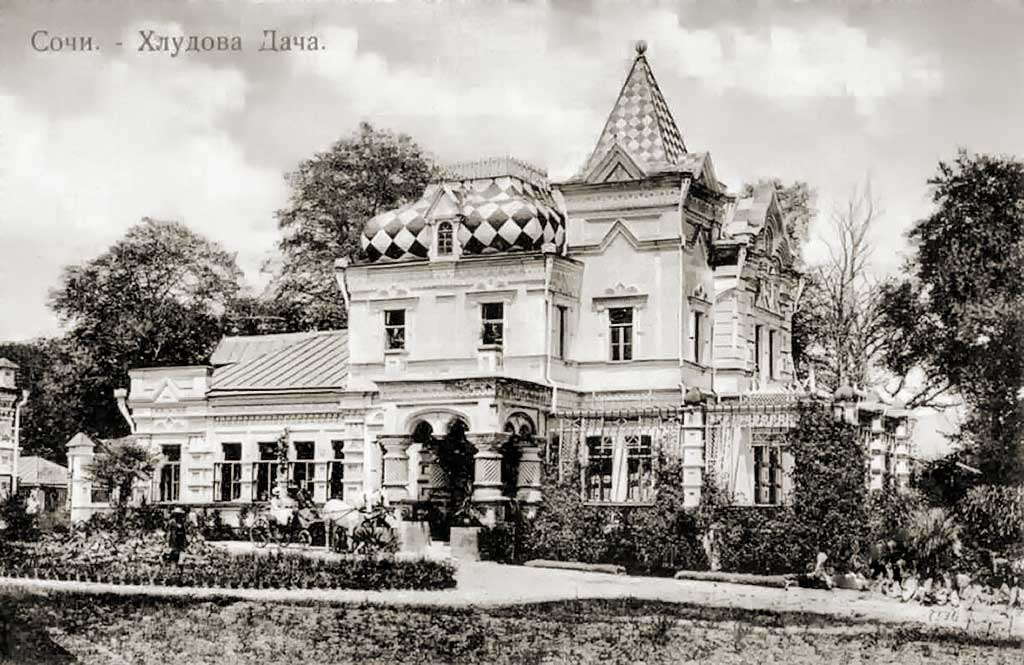
Хлудовский парк. Дача В.А.Хлудова. Фото начало XX века.

В 1896 году на возвышенном месте в равнинной части заложеного декоративного парка по проекту московского архитектора Л.Н. Кекушева завершилось строительство дачи В.А.Хлудова. Дача Хлудова была построена в стиле модерн, с элементами древнерусского теремного зодчества. Это было двухэтажное здание с хозяйственной постройкой. В 1909 году дача перешла во владение жене губернского секретаря Марии Федоровне Золиной.

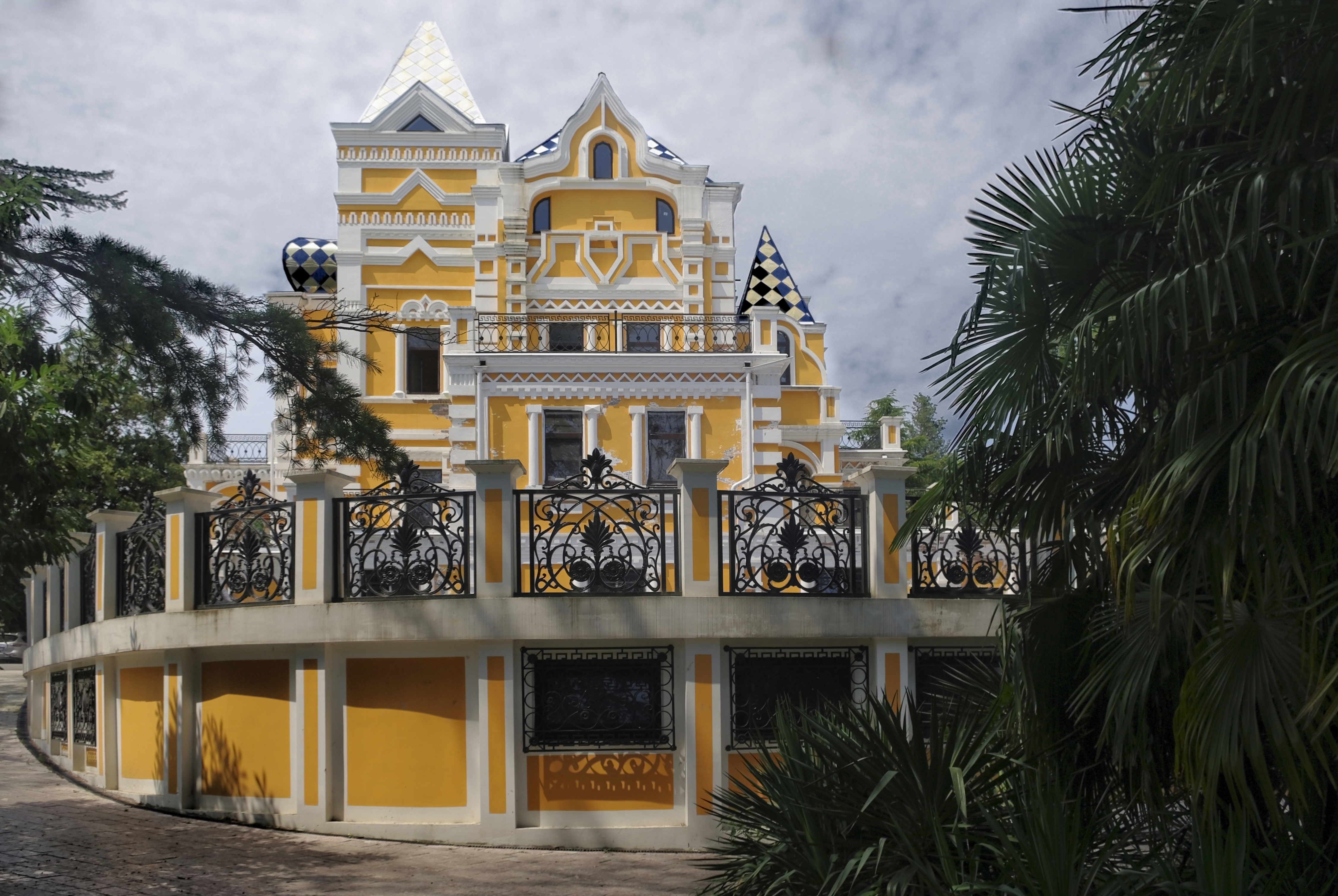
Парк Ривьера. Дача В.А.Хлудова после реставрации. Фото 2016 год

После Гражданской воины и последующей национализации имущества с 1920—1937 г.г. в здании дачи размещалось Сочинское Курортное Управление. С 1938 года и до начала Великой Отечественной войны  Курортная поликлиника №2. В годы Великой Отечественной войны — штаб истребительного батальона. После войны снова поликлиника. В начале 1990 годов вместе с санаторием «Кавказская Ривьера» дача была передана на баланс акционерного общества Кавказская Ривьера. На 2009 год являлась объектом культурного наследия России регионального значения,находилась в забошенном и полуразрушенном состоянии. В 2009 году в ходе реставрации дача была снесена, в 2012 году выстроена заново из новых материалов, но со значительным отступлением от первоначального проекта.
Памятники В. А. Хлудову.

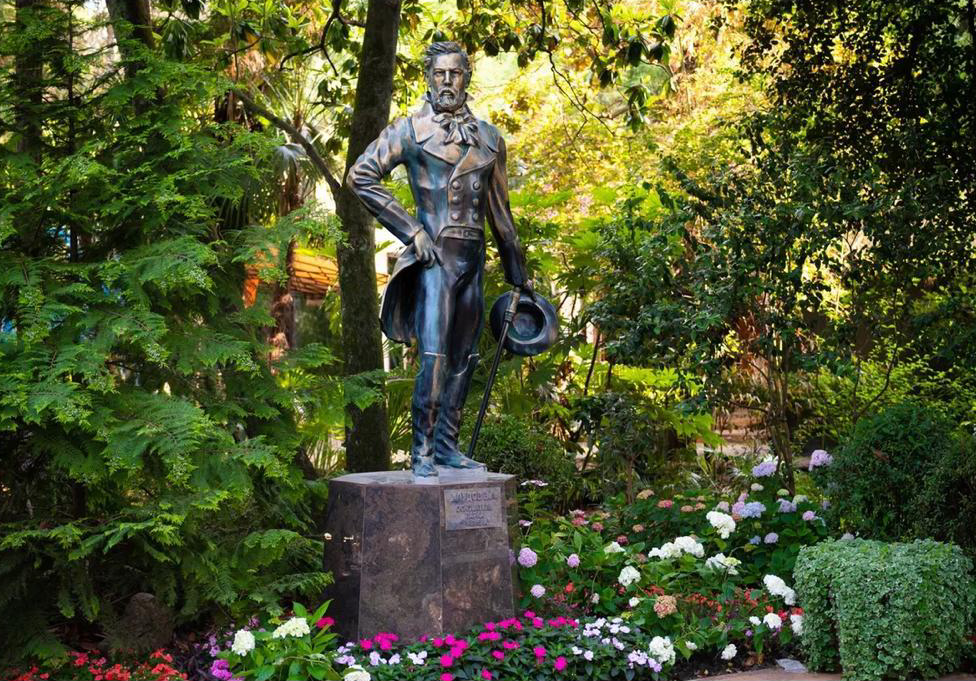
Скульптура основателя парка Василия Алексеевича Хлудова. Установлена в 2021 году.

В 1998 г. к 100-летию со дня основания парка известными сочинскими членами Союза художников РФ - художниками А. Г. Тихомировым и Е. В. Пешковой был изготовлен гипсовый бюст основателя парка В. А. Хлудова, который в данное время находится в Музее истории парка.
1 апреля 2004 года на центральной аллее парка был установлен памятный бюст В. А. Хлудову работы Александра Тихомирова и Евгении Пешковой. Бюст выполнен из гранита и установлен на полутораметровый мраморный постамент. На пьедестале имеется мемориальная табличка, которая гласит: «Хлудов В.А. основатель парка «Ривьера».
14 июля 2009 года по инициативе внучки Хлудова Марии Сергеевны, рядом с бюстом Василия Алексеевича появилась мемориальная доска.
27 мая 2021 года, в парке «Ривьера» состоялось открытие скульптуры основателю парка В.А. Хлудову.
Открытие скульптуры было приурочено к юбилейной дате — 180 лет со дня его рождения.
На торжественной церемонии открытия скульптуры присутствовала праправнучка В.А. Хлудова — Варвара Алексеевна Хлудова, представители администрации, работники культуры, а так же глава города Сочи А. С. Копайгородский.
Скульптура Лань с детенышем.

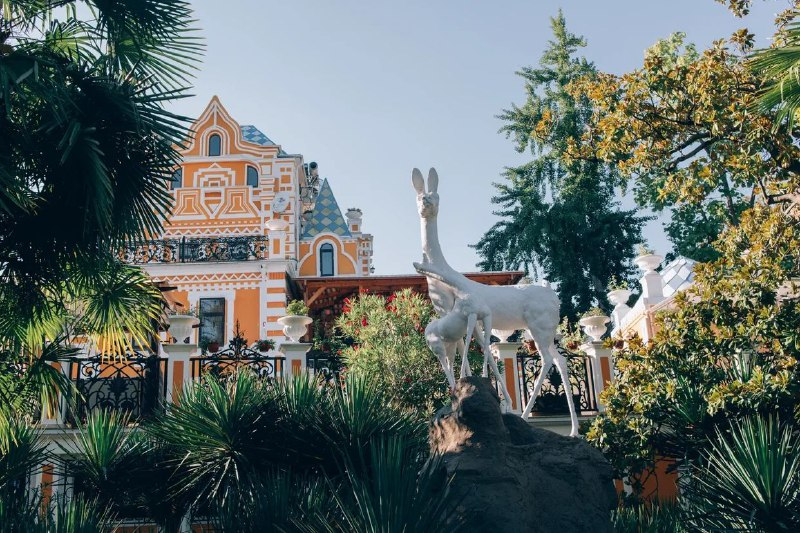
Скульптура «Лань с детенышем»

Одной из старейших скульптур в парке «Ривьера» является композиция Лань с детенышем (скульптор Прокопий Васильевич Дзюбанов, автор фонтана в санатории им. Орджоникидзе). Дата создания — 1936-39 гг. Композиция предназначалась для установки на горе Ахун, но была оставлена в «Ривьере».
Аллея писателей.

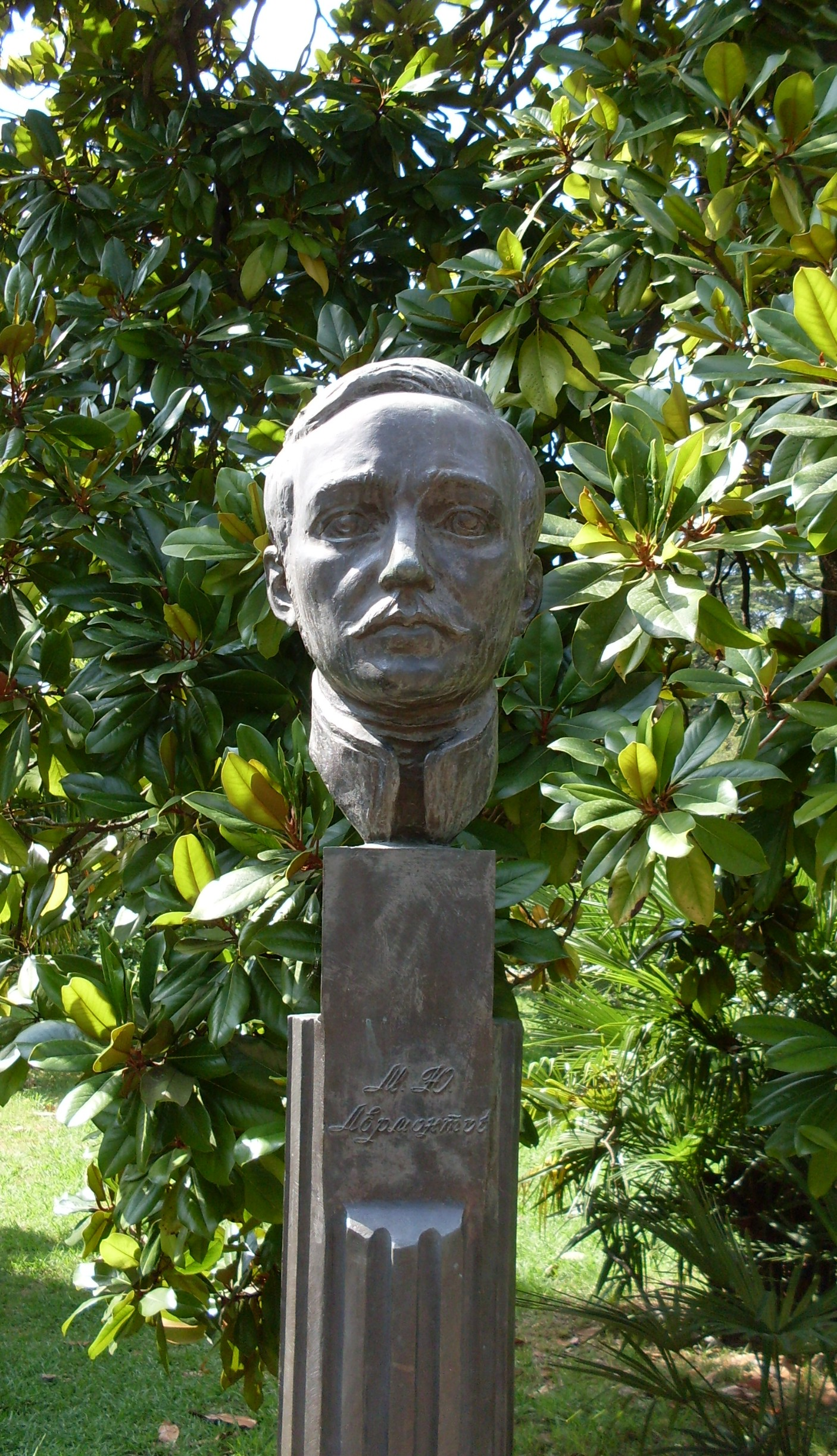
Бюст М.Ю. Лермонтова на Аллее писателей.

В конце 1950-х гг. а парке приступили к созданию Аллеи писателей: которая включила в себя скульптурные портреты русских и советских литературных классиков. В партере парка был установлен 21 бюст.   
В 1980-х г.г. по решению городских властей и общества охраны памятников бюсты были заменены на новые из долговечного материала, старые подарены Центральному военному госпиталю города Североморск. Аллея писателей является объектом культурного наследия регионального значения..
Искусственный водоём «Чёрное море».

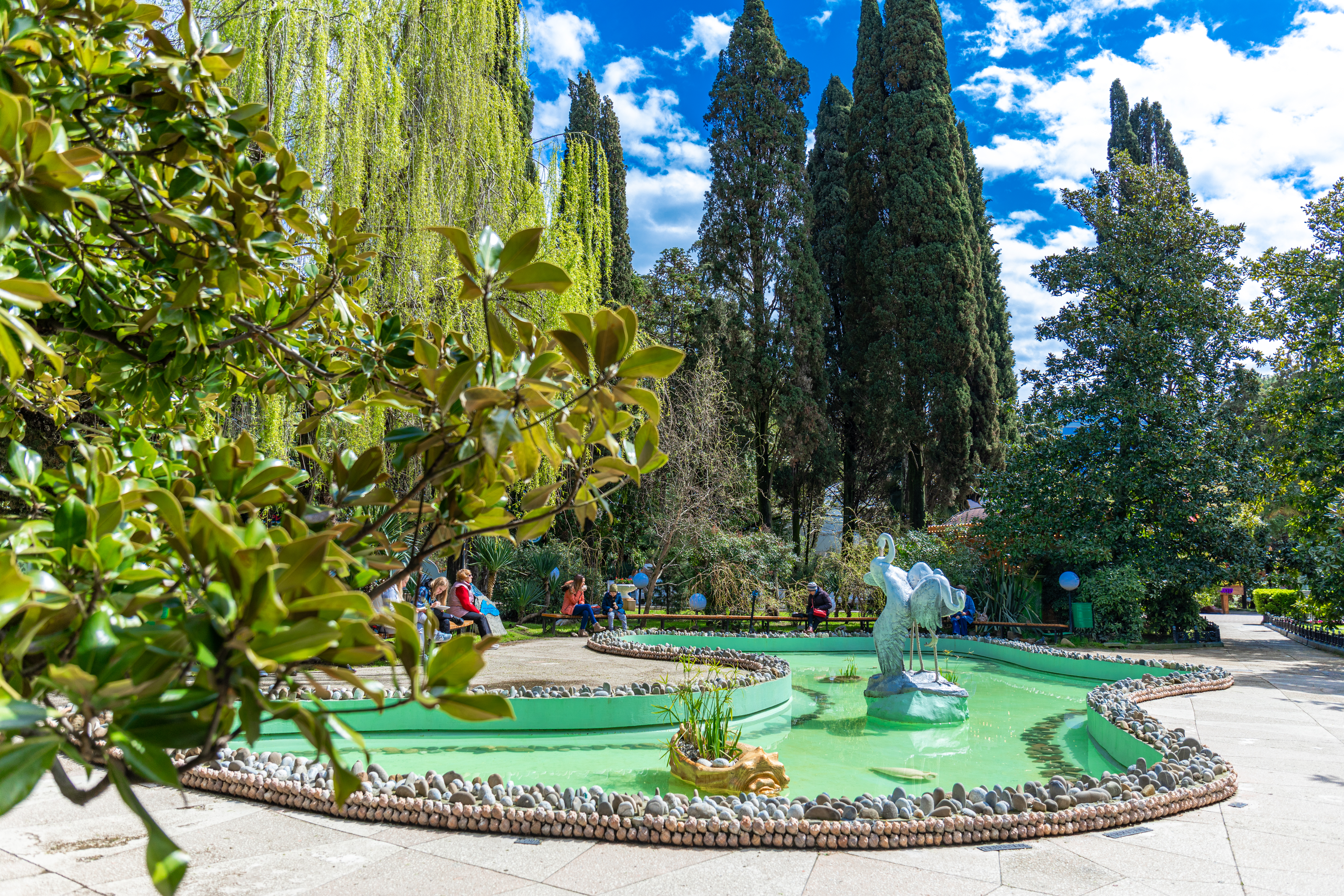
Искусственный пруд «Черное море» после реконструкции.

В 1963 году в парке по эскизу главного художника Сочи В. Н. Кириченко был создан искусственный водоем «Чёрное море»  Пруд по форме напоминает Черное море. В разные годы его украшали деревянные скульптуры и водные растения, в водоеме проживали различные виды декоративных рыб. В 1979 году создатели водоема были удостоены Государственной премии РСФСР.  В 1982 году пруд украсила скульптурная композиция «Цапли» работы сочинского скульптора В.И. Глухова. В 2020 году проведена реконструкция..
Другие архитектурные работы.
Украсили парк своими работами известные сочинские скульпторы, члены Союза художников России: Вячеслав Звонов (Фея цветов) 1982 г., Виктор Глухов (скульптурная композиция цапли) 1982 г., Ирина Гуслева (автор скульптуры Мацеста) — фонтан Каменный цветок 1956 г. Авторство большинства скульптур в «Ривьере» принадлежит сочинцу Владимиру Алексеевичу Гуслеву — талантливому мастеру, скульптору-анималисту, члену Союза художников РФ.
В 1960-70-е годы «Ривьера» украшали скульптуры Гуслева, выполненные из натурального дерева. Деревянные скульптуры плохо сохранялись и были заменены на композиции из современных материалов: металла, бетона, керамики и пластмассы. Это — Чайки (1950г) (демонтированы в 2005 в связи с реконструкцией фонтана), Птица-Сирен (демонтирована в 2000 г.), Леопард (нач.1980-х), Львята (1978 г.), Тур, скамья Як.
В 1998 году в здании библиотеки был открыт музей истории парка (где и находился гипсовый бюст Хлудова В. А.). Музей несколько раз менял место своего расположения и в 2013 г. (в связи с ветхостью здания выставочного зала) коллекция подлинных экспонатов музея на общественных началах в количестве 160 предметов передана на хранение в Музей истории города-курорта Сочи.
В 1999 г. на Центральной аллее открыта скульптура из бронзы «Олимпиада» автор — член союза художников РФ П.Хрисанов, в 2000 г., Скамья примирения (П.Хрисанов), в 2001 — скамья любви О.Хрисанова, в 2005 г. — питьевой фонтан Любви (О.Хрисанова).
8 июля 2005 года на площади у дискоклуба установлен бронзовый бюст дважды Героя СССР, летчика-космонавта, сочинца Виталия Ивановича Севастьянова (Московский скульптор А. И. Рукавишников).
В 2006 г. скульпторами В.Звоновым и А.Бутаевым в парке установлены новые скульптурные композиции: «Ворона и лисица» (бетон); «Такса» (бетон); «Дюймовочка» (смешанная техника); два гнома с мешком монет (смешанная техника); скамья «Бобры» (смешанная техника).
В 2010 г. в нижней части партера открыт питьевой бювет.
В 2014 г. установлены скульптурная композиция Чайки на якоре" на Центральной аллее (автор Я. Г. Матусовский), в 2015 г. — объёмно-пространственная композиция «Я люблю Сочи» на Центральной аллее (автор Я. Г. Матусовский)., в 2017 г. — «Дельфины с мячом» (автор Я. Г. Матусовский)

### Развлекательные
Первые аттракционы в «Ривьере» появились конце 1930-х гг. В 1950-х годах  были установлены карусели. Также в парке имелись аттракционы «Лодочки» или «Русские качели». Предшественником колеса обозрения был аттракцион «Звездочка». В 2000—2006 гг. приобретено несколько новых аттракционов и создан городок аттракционов «Поляна чудес».
До начала 70-х гг. в парке был планетарий.
В 1950 г. построена музыкальная эстрада — открытая концертная площадка на 1200 мест. 15 сентября 2012 г. на месте музэстрады открыт Дельфинарий «Ривьера».
В 1952 г. сдан в эксплуатацию шахматный павильон с репетиционным залом.
В 1955 г. на месте временного размещения передвижного цирка сооружена танцевальная площадка «Радуга» на 1200 человек с небольшой музыкальной эстрадой. Демонтирована в 1998 году.
В 1956 г. построена библиотека.
Основной концертной площадкой муниципального парка «Ривьера» является «Зеленый театр». Он построен в 1959 году и неоднократно реконструировался. Это летний открытый концертный зал, вмещает 1600 зрителей.
В 1998 г. 18 июля возле «Зеленого театра» была заложена новая аллея «Звезд» российской эстрады в честь 100-летия парка «Ривьера». Народный артист РФ Е.Петросян посадил на ней первую тую.

### Последние годы

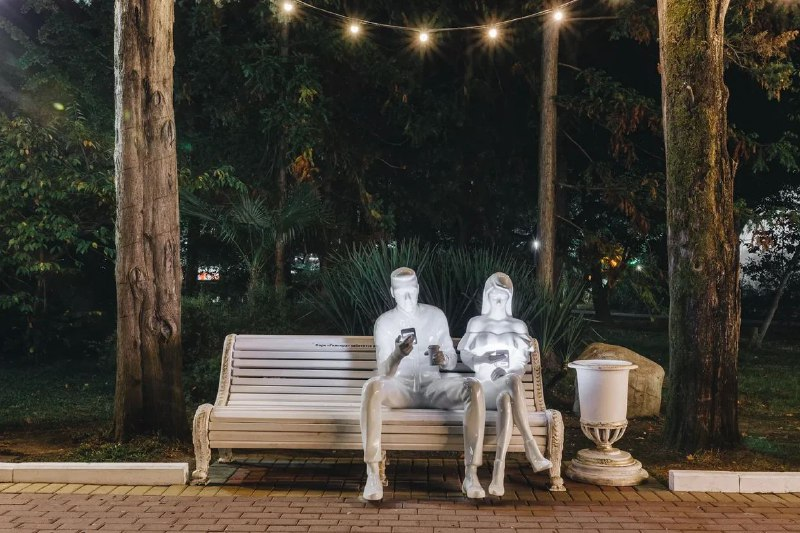
Арт-объект «Свидание вслепую» на центральной аллее

В 2019—2020 годах в парке Ривьера были произведены работы по реконструкции.

## Растения

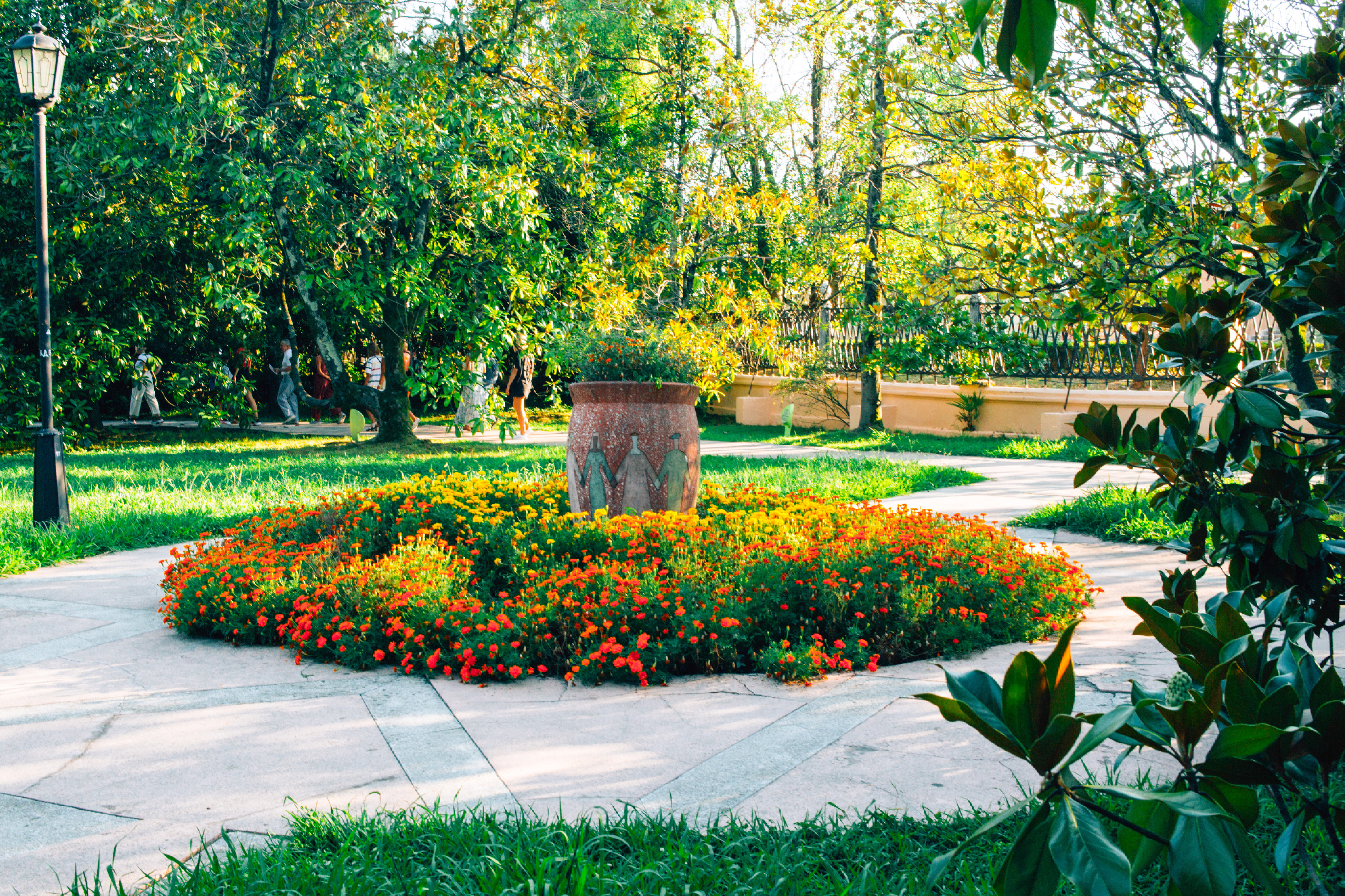
Ваза дружбы

Дендрологический состав парка насчитывает более 10 тысяч деревьев и кустарников. Большая часть растений — вечно-зеленые. Многие виды цветут зимой. Здесь представлена флора всего субтропического пояса земного шара.
Видное место занимают розовые плантации.
В 2011 году были высажены редкие виды сакуры с крупным розовым и белым цветением.
Главная достопримечательность парка — Поляна дружбы, на которой растут магнолии, посаженные известными политическими деятелями, космонавтами.
На Поляне Дружбы и Аллее Космонавтов произрастает около 100 деревьев.

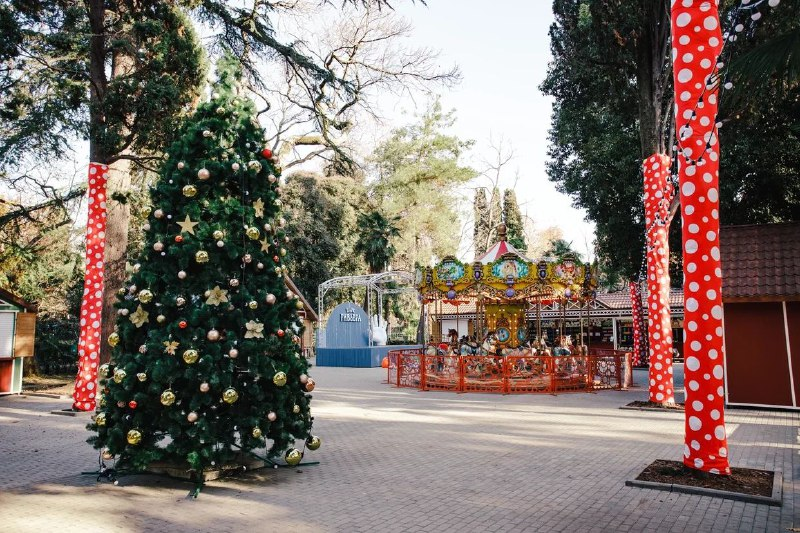
Тематическая ART-ярмарка и сценический комплекс
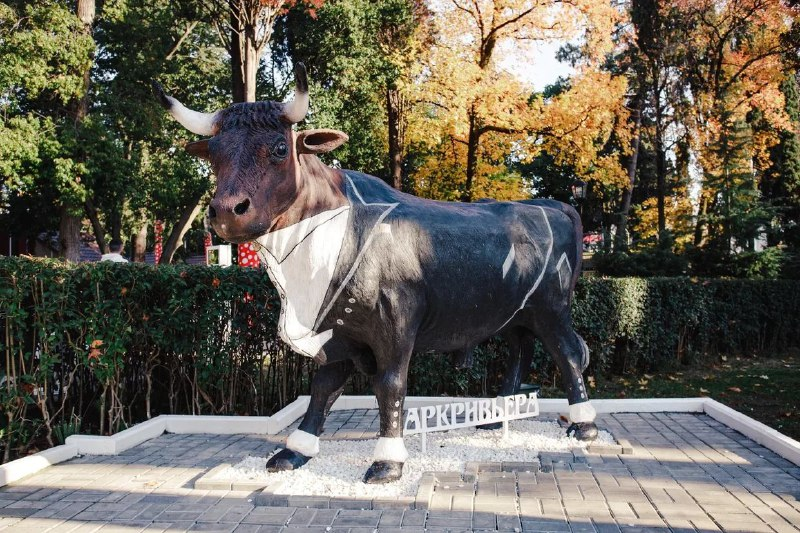
Скульптура быка в натуральную величину на центральной аллее парка
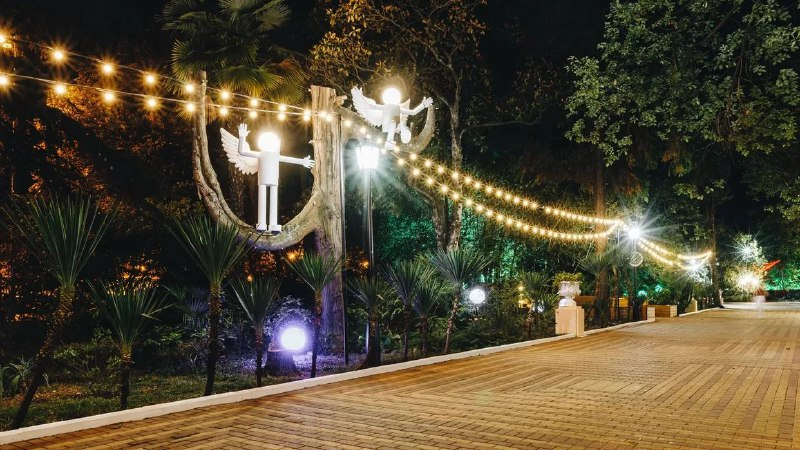
Центральная аллея парка "Ривьера
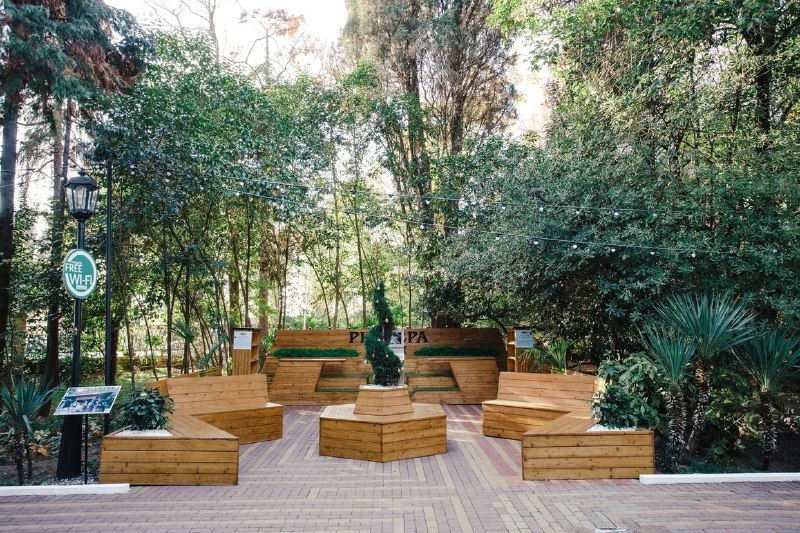
"Читай Парк"
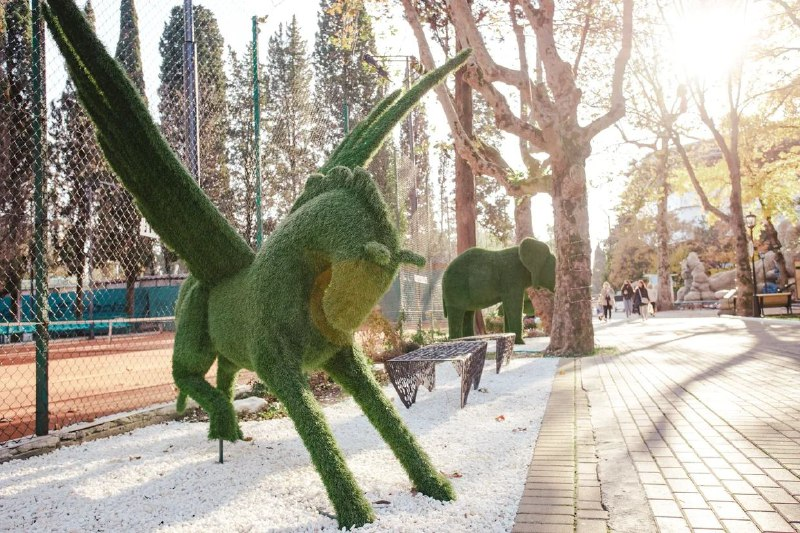
Арт объекты на центральной аллее парка
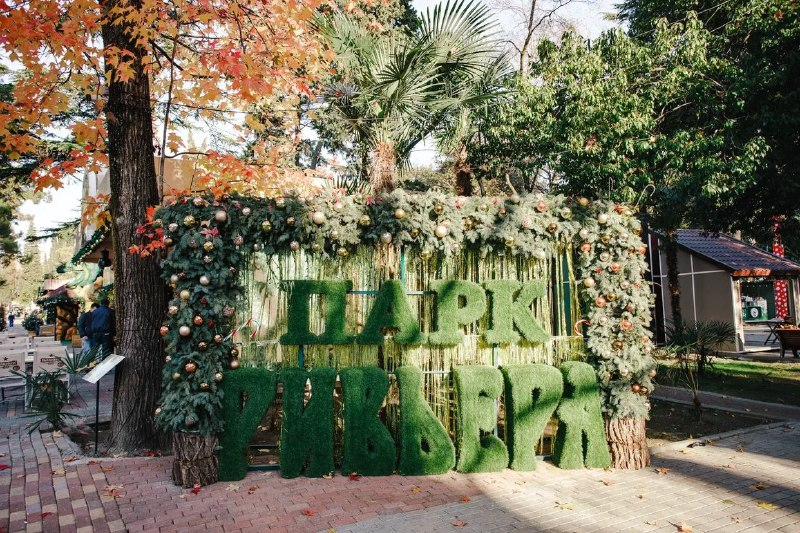
Декоративная надпись "Парк Ривьера"
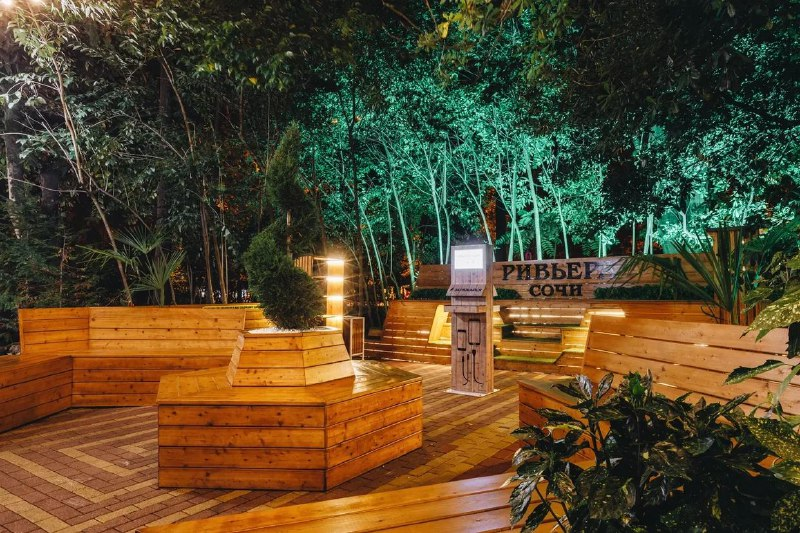
"Читай Парк"
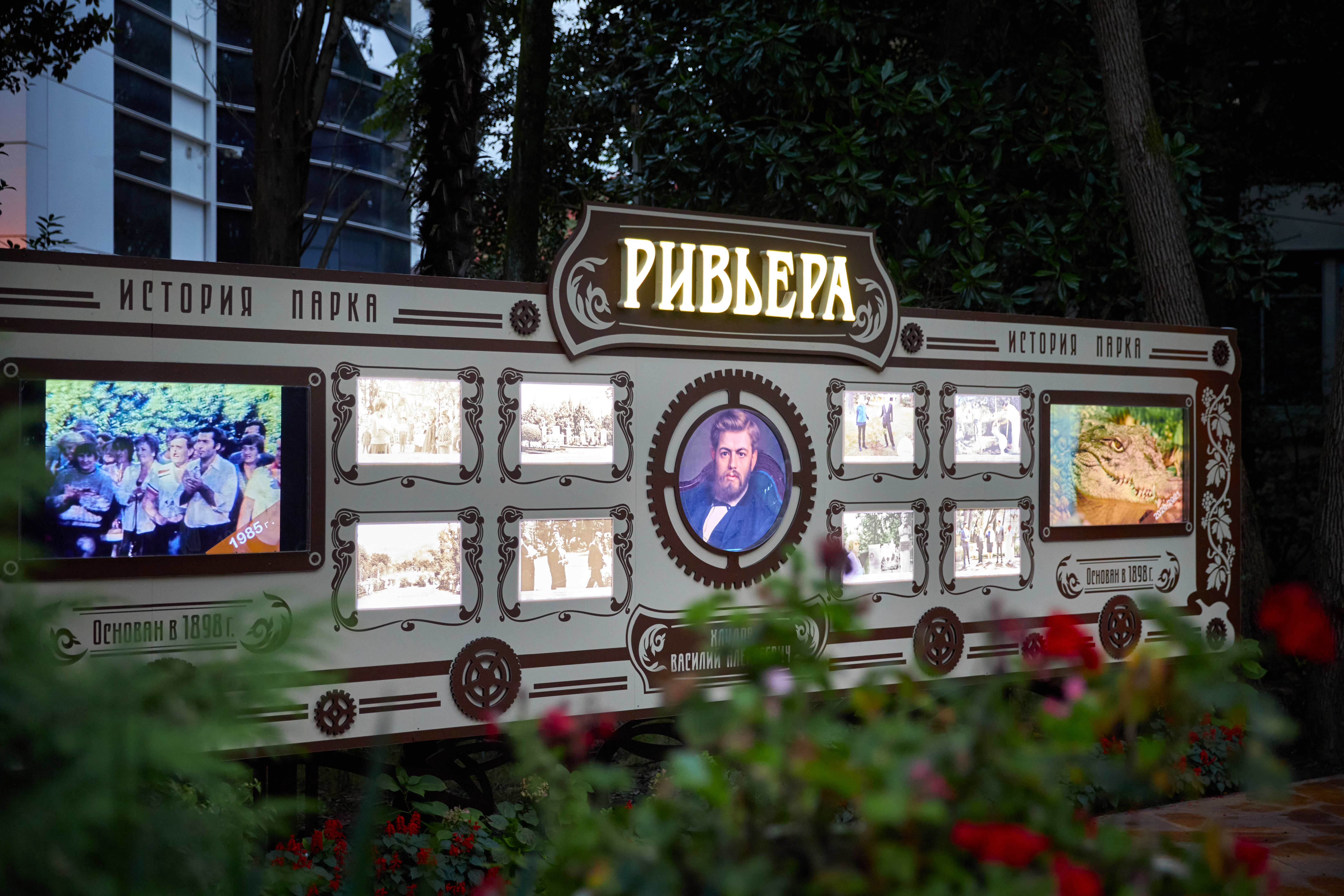
Интерактивный стенд